# Kozí hřbet (hrad)
Kozí hřbet (též Hrádek) je zřícenina hradu na Sedlčansku v lese nedaleko od obce Radíč nad meandrem potoka Mastníku (pravostranný přítok Vltavy) v okrese Příbram. Hrad stával na úzkém skalnatém hřbetu v nadmořské výšce okolo 300 metrů. Dochovaly se pouze zbytky hradeb, věže, brány a paláce. Pozůstatky hradu jsou chráněny jako kulturní památka.

## Historie
První písemná zmínka o Kozím hřbetu, zvaném tehdy Hrádek, pochází z roku 1369 a nachází se v přídomku Volkéře z Hrádku, ale archeologické nálezy umožnily datovat vznik hradu do třináctého století. Volkéř z Hrádku byl jako majitel hradu uváděn v letech 1369–1375  a po následoval Olbram z Hrádku. Od roku 1392 byl jako pán Hrádku uváděn Bohuslav Břekovec, který zemřel roku 1417 nebo krátce po něm. Hrad po něm zdědili jeho synové Petr a Hašek Břekovcové. Během husitských válek bratři patřili ke členům táborského svazu. Roku 1430 uzavřeli příměří s Oldřichem z Rožmberka. Když se konflikt mezi oběma stranami znovu rozhořel, stál Petr Břekovec na táborské straně. Dne 24. února 1430 uzavřel s Rožmberky další příměří dojednané na dobu osmi týdnů. O rok později, 29. ledna 1440, na sněmu v Praze podepsal všeobecný zemský mír a přidal se na stranu umírněných kališníků. Táborité se proto roku 1441 pokusili hrad dobýt, ale Petr Břekovec je se svou posádkou odrazil.
Petr Břekovec žil ještě roku 1473, kdy se o hrad dělil se syny svého bratra Haška, totiž s Bohuslavem a Lévou. Dva roky poté už byl nejspíše mrtvý a jeho podíl zdědil syn Bohuslav. V posledních letech života Petr přestal používat přídomek z Hrádku či z Kozihřbetu, začal se psát po Ostromeči a stejný přídomek používali i jeho potomci. Kozí hřbet byl krátce po roce 1475 prodán. Novými vlastníky se snad stali majitelé Osečan. Hrad v té době začal chátrat, a když jej Jindřich Osečanský z 
Osečan prodával Janovi Voračickému z Paběnic, byl označen jako pustý.

## Stavební podoba
Hrad byl dvojdílný. Za prvním příkopem se nacházelo předhradí s neznámou zástavbou. Z něj vedla cesta přes druhý příkop a do něj vysunutou věžovou branou do hradního jádra. Za branou stála na nejvyšším místě fragmentálně zachovaná čtverhranná věž a přístupovou cestu přetínala hradba s druhou branou. Podle plánu z devatenáctého století zde stála i malá okrouhlá věž. Za druhou branou se nacházelo obdélné nádvoří. Podél jeho delších stran stály blíže neurčené budovy. Na východní straně se z nich dochovala část nároží vnější zdi s kapsami po stropních trámech, ale ze západní stavby zůstaly jen terénní relikty. Za nádvořím hrad uzavíral další příkop.

## Přístup
Zřícenina je volně přístupná po modře značené turistické značce z Radíče do Hrazan.